# Мочальский, Дмитрий Константинович
Дмитрий Константинович Моча́льский (1908—1988) — советский, российский художник-живописец, график, педагог. Народный художник СССР (1980).

## Биография
Родился 2 (15) февраля 1908 года в Санкт-Петербурге.
В 1925—1929 годах учился в Московском государственном техникуме изобразительных искусств памяти восстания 1905 года, в студии К. П. Чемко у Д. Н. Кардовского. В 1936 году окончил ЛИЖСА имени И. Е. Репина, учился у К. С. Петрова-Водкина, А. И. Савинова.
С 1937 года и до конца жизни преподавал в МГАХИ имени В. И. Сурикова (с 1950 года — профессор). Руководил персональной мастерской (с 1958).
Действительный член АХ СССР (1973). Член СХ СССР, секретарь правления СХ СССР (1968). Первый беспартийный председатель МОСХ, возглавлявший его в период «хрущёвской оттепели» с 1961 по 1963 год. События скандально известной выставки в Манеже «30 лет МОСХ», на открытии которой Н. С. Хрущёв кричал возмущённо: «Что это за мазня такая?!», происходили при непосредственном участии художника — он показывал Хрущёву выставку. На него и обрушился весь этот скандал.http://www.kultura-portal.ru/tree_new/cultpaper/article.jsp?number=421&rubric_id=210. Архивировано 3 августа 2012 года.
Скончался 20 декабря 1988 года. Похоронен в Москве на Ваганьковском кладбище (58 уч.).

## Творчество
Автор картин: «Возвращение с демонстрации» («Они видели Сталина») (1949), «Победа. Берлин. 9 мая 1945 года» (1947), цикл графических работ «Советские войска в Берлине» (1945), картины «Новосёлы», «Палатка трактористов» (обе — 1957), «Красный уголок» (1964), «На Ишиме» (1965), «Утро в совхозе. У конторы» (1967), «Четыре поколения» (1968), «В поле» (1969), «Репетиция в клубе» (1972), «Троица» (1975) из цикла работ об освоении целины.

## Награды и звания
- заслуженный художник РСФСР (1961)
- народный художник РСФСР (1969)
- народный художник СССР (1980)
- Государственная премия РСФСР имени И. Е. Репина (1967) — за картины «Новосёлы», «Молодожёны-целинники», «Красный уголок», «Заочники» из серии «Люди целины»
- Серебряная медаль Министерства культуры СССР (1958)
- Золотая медаль АХ СССР (1975).

## Известные ученики
- Байрамов, Дурды, участник группы Семёрка (творческое объединение) (с 1970 по 1972)
- Булгакова, Ольга Васильевна
- Гаврилов, Владимир Николаевич
- Двоеглазов, Михаил Михайлович
- Полотнов, Валерий Павлович
- Савицкий, Михаил Андреевич
- Смирнов, Сергей Иванович
- Телин, Владимир Никитовичч
- Тутунов, Сергей Андреевич
- Фролов, Игорь Георгиевич
- Амангельдыев Чары, участник группы "Семерка" Семёрка (творческое объединение) (с 1970 по 1987)
- Ахунов, Вячеслав Урумбаевич

## Персональные выставки
- «Дмитрий Мочальский (1908—1988) — романтик соцреализма», Третьяковская галерея 2009

## Монография
«Дмитрий Мочальский», Издание Третьяковская галерея, Москва 2009

## Работы находятся в коллекциях
- Государственная Третьяковская галерея
- ГМИИ имени Пушкина
- Государственный Русский музей
- Более чем в тридцати российских и зарубежных музеях.

## Память
- В 2008 году к 100-летию Д. К. Мочальского выставка произведений живописи открылась в Суриковском институте в Москве. Живописные работы нескольких поколений студентов мастерской художника и рисунки, эскизы, наброски самого мастера составили экспозицию из более чем 100 работ.